# Saga dos Færeyinga
A Saga dos Færeyinga, ou também chamada Saga dos Feroeses (em feroês: Føroyingasøga — ouçaⓘ) é uma saga nórdica sobre o povo feroês, contando a história da colonização das Ilhas Feroé, da conversão dos habitantes ao cristianismo, e da integração do arquipélago no Reino da Noruega.

## História
Foi escrita na Islândia pouco depois do ano 1200. O autor é desconhecido e o manuscrito original se perdeu na história, mas as passagens foram copiadas em outras sagas, especialmente em outros três manuscritos: A Saga de Olavo Tryggvasonar, o Flateyjarbók, e um manuscrito registrado como AM 62 fol.
As sagas diferem um pouco sobre a informação de qual seria o primeiro assentamento das Ilhas Feroé. Historiadores obtiveram a resposta a partir do início da Saga dos Færeyinga retirada do Flateyjarbók que Grímur Kamban teria lá se estabelecido durante o reinado de Haroldo I. Isso não corresponde com os escritos de Dicuil. O texto de abertura é a seguinte:
```
"
Havia um homem chamado Grímr Kamban; Ele foi o primeiro se estabelecer nas Ilhas Feroé.
Mas nos dias de Haroldo I muitos homens fugiram antes do arrogante rei.
"
```

O primeiro homem a se estabelecer nas ilhas foi, de acordo com este texto, Grímr Kamban, um homem com um primeiro nome de origem nórdica e o sobrenome de origem irlandesa. Isso sugere que ele pode ter vindo de assentamentos ao sul, nas Ilhas Britânicas. Ele provavelmente não era norueguês.
O texto diz que muitos homens fugiram da Noruega durante o reinado de Haroldo, porém também diz que as ilhas tornaram-se habitadas antes disso (possivelmente por centenas de anos, embora a maioria dos historiadores não pensem assim).
Os noruegueses que fugiram do rei provavelmente detinham conhecimento sobre as ilhas antes de deixar a Noruega.
Como complemento à Saga dos Færeyinga de 1200, podemos ler na obra Liber de Mensura Orbis Terrae, do monge e geógrafo irlandês Dicuil de aproximadamente 825, que monges irlandeses (chamados papar) já viviam como eremitas há uns 100 anos nas Ilhas Feroé, tendo abandonado as ilhas aquando da chegada dos viquingues, vindos da Noruega. Para além disto, análises feitas a pólen antigo apontam para presença humana nas ilhas por volta de 650.

## Fonte
- Færeyínga saga eller Færøboernes historie i den islandske grundtekst med færøisk og dansk oversættelse Carl Christian Rafn, ed., Danish tr. Johan Hen(d)rik Schrøter, Faroese tr. (Copenhagen: J.H. Schultz 1832)

## Leituras relacionadas
- Debes, Hans Jacob. Føroya søga 1. Norðurlond og Føroyar. (pp. 89–100. Føroya skúlabókagrunnur) 1990.
- Havsteen-Mikkelsen, Sven  Føroyinga søga (Bjarni Niclasen, týddi;  Jørgen Haugan, skrivaði eftirmæli. (Tórshavn: Føroya skúlabókagrunnur) 1995